# Досо Сото (Сондрио)
Досо Сото је насеље у Италији у округу Сондрио, региону Ломбардија.
Према процени из 2011. у насељу је живело 18 становника. Насеље се налази на надморској висини од 919 м.